# Рыбалтовский, Владимир Юльевич
Владимир Юльевич Рыбалтовский (25 июня 1889, Санкт-Петербург — 23 августа 1951, Ленинград) — русский советский офицер флота, педагог. Контр-адмирал, доцент, начальник Тбилисского НВМУ в 1943—1944 и ВВМУ им. М. В. Фрунзе в 1944—1947 гг.

## Биография
Владимир Рыбалтовский родился 25 июня 1889 года в Санкт-Петербурге. Представитель благородного дворянского рода Рыбалтовских. Братья — Николай, Александр и Юлий. Крещён 22 июля 1889 года Знаменской церкви.
В 1897 году поступил в приготовительный класс Императорской Николаевской Царскосельской гимназии, в которой учился до 1904 года, окончив шестой класс гимназии. Все братья Рыбалтовские учились в Николаевской гимназии в тот момент, когда ею руководил поэт И. Ф. Анненский. В сентябре 1904 года Владимира, так же, как и старших братьев, но уже за счет средств матери, отдали в Морской корпус, который он и окончил в 1910 году. Затем проходил обучение в Артиллерийском офицерском классе (1916—1917).
На службе с 1907 г. офицером на судах русского военно-морского флота. Преподаватель Артиллерийского офицерского класса (ноябрь 1917 — январь 1918). Участник Первой мировой войны, лейтенант (1914). Участник Гражданской войны на стороне красных. Воевал на Балтийском, Азовском и Чёрном морях. Флагартиллерист (1918—1919), комендант форта «Красная горка» в Кронштадте (1919), главный артиллерист Черноморского флота (1920).
Член ВКП (б) с 1945 года. Прошел путь военного офицера от артиллериста линейного корабля «Петропавловск» до начальника Специальных курсов командного состава Управления морских сил РККА. Затем занимался преподаванием военно-морских дисциплин в ВПА им. Ленина, ВИТУ ВМФ, ВВМУ им. М. В. Фрунзе, ВВПК ВМФ. Начальник Нахимовского училища в Тбилиси в 1943—1944, начальник ВВМУ им. М. В. Фрунзе в 1944—1947 гг.
В 1940 году был произведён в контр-адмиралы. С июля 1947 г. в отставке. Имел многочисленные награды.
Был женат на Надежде Евгеньевне, урождённой Климовой. Умер 23 августа 1951 года в Ленинграде, похоронен на Серафимовском кладбище.
В Ленинграде проживал в «Адмиральском доме» (ул. Чапыгина, д. 5—7).

### Награды
Был отмечен различными российским, советскими и иностранными наградами: орден Св. Анны 3-й ст. с мечами и бантом (1916), орден Св. Станислава 3-й ст. (1914); орден Ленина (1945), орден Красного Знамени (1944), орден Отечественной войны 1-й ст. (1945), орден Трудового Красного Знамени (1944), имел именное оружие. Также был удостоен югославского ордена «За заслуги перед народом» 2-й ст. (1946).

### Сочинения
- Морская артиллерия, 1934[5].